# ساکوجی-بوگیو
ساکوجی بوگیو (به ژاپنی: 作事奉行 Sakuji-bugyō)، مقام‌هایی در شوگون‌سالاری توکوگاوا مسئولیت امور معماری و ساخت و ساز را بر عهده داشتند.
انتصابات در این دفتر برجسته معمولاً دایمیوهای فودای بود. تفاسیر متعارف این عناوین ژاپنی را به عنوان «کمیسیون» یا «نظارت» تعبیر کرده‌اند.